# Semenivka
Semenivka (Oekraïens: Семенівка) is een kleine stad en gemeente in de Oekraïense oblast Tsjernihiv. Ze is gelegen aan de rivier de Revna. De Russische grens bevindt zich 10 km van Semenivka, het is 160 km tot Tsjernihiv en 300 km tot Kiev.

## Geschiedenis
Semenivka werd opgericht in 1680 door Semjon Samoilovitsj. Hij was een opperbevelhebber van kozakken.
In de loop van de geschiedenis maakte Semenivka deel uit van verschillende provincies. Eerst maakte het deel uit van de Starodoebski polk, vanaf 1782 werd het onderdeel van Novgorod-Severskoj, en ging in 1797 over naar Maloroessija. In 1802 behoorde Semenivka tot Novomestki en in 1808 tot Novozibkov. Eind 18de eeuw was er een kozakkennederzetting en Semenivka werd groter met de aantrekking van verschillende volkeren. De grote bossen werden een schuilplaats voor velen die aan lijfeigenschap wilden ontkomen, voornamelijk Wit-Russen en Russen. In 1723 telde Semenivka 332 huishoudens, waaronder 38 kozakken; 218 huishoudens bezaten hun eigen land.
In 1793–1797 was er een verzet van de werkers tegen de opdrachten van de landeigenaars en dit leidde tot een opstand tegen de lijfeigenschap. Echter, het verzet werd door het keizerlijke leger tegengehouden.

#### Economische ontwikkelingen
In Semenivka was er al in de tweede helft van de 18de eeuw een samenleving van ambachtslieden zoals schoenenmakers, kleermakers, smeden, wevers, pottenbakkers, muzikanten etc.
In de tweede helft van de 19de eeuw kwam de industriële ontwikkeling op gang. In 1830–1840 ontstonden een weverij, fabrieken en een suikerfabriek. De suikerfabriek was eigendom van Ladomirski. In deze fabrieken waren in 1842 377 lijfeigenen en gehuurde krachten werkzaam, voornamelijk woonachtig in de omgeving. In een jaar tijd werd er voor 86.000 roebel geproduceerd. De goederen werden verkocht in Moskou, Charkov, Krolevets en in Romny. De uitbreiding van de productie leidde tot de ontwikkeling van meer schapenfokkerijen.
In 1843 waren er 16 leerwerkplaatsen, met de productie van meer dan tweeduizend leerwaren. Op de werkplaatsen waren de eigenaars, families en gehuurde krachten werkzaam.
Eind 18de eeuw en begin 19de eeuw was Semenivka een groot handelscentrum. Er werd gehandeld met verschillende stoffen, zijde, metalen voorwerpen, suiker, thee, koffie, wijnen en wodka. Drie keer per jaar werd een markt georganiseerd. Er werd een omzet gemaakt van 8,2 zilveren roebels.

#### Bevolking
De bewoners van Semenivka waren betrokken bij het verzet tegen buitenlandse aanvallen. In 1812 werd er het Tweede Kozakkenlegioen opgericht, waarin 833 militairen waren. De meesten waren uit Semenivka. Het leger had deelgenomen aan de bewaking van Toela en Kaloega en ze waren betrokken bij het terugtrekken van het leger van Napolean.
In 1859 telde Semenivka 1287 huishoudens met 7.774 bewoners. 30 huishoudens waren handelaars, ambtenaren, priesters, gepensioneerde militairen en kozakken, andere waren lijfeigenen van Ladomirski.
In Semenivka woonde de bekende arts I. Kamenetski (1750 – 1823). In 1814 was hij magister in de medicijnen en in 1816 was hij de eerste van de plaatselijke artsen, die de keizerlijke familie in behandeling had. Hiermee had hij een hoge functie bekleed aan het hof. Kamenetski schreef verschillende wetenschappelijke werkstukken en was eveneens auteur van een medische studieboek dat dertien keer werd herdrukt.
Bij de afschaffing van de lijfeigenschap door Alexander II was Ladomirskij eigenaar van de meeste gronden. Deze werden door de boeren overgenomen, echter onder zeer ongunstige de voorwaarden. De grond die werd verkocht was onvruchtbaar en ze moesten drie keer de marktwaarde betalen.

#### Ontwikkelingen en oprichting van de Sovjet-Unie
De snelle groei van de kapitalistische relaties tussen de landbouwers droeg bij aan de klassenverschillen. De bevolking groeide snel en in 1859 waren er 2706 huishouden. De bevolking was in deze periode tot meer dan zevenduizend mensen gegroeid en bereikte uiteindelijk 15.125 bewoners. Er bleef echter dezelfde hoeveelheid land, vele landbouwers konden niet in hun onderhoud voorzien, verkochten hun grond en gingen werk zoeken.
Voor de Eerste Wereldoorlog was er een treinspoor gebouwd. De trein reed van Novozybkov tot Novhorod-Siversky, deze ging door Semenivka en maakte een belangrijke connectie tussen Moskou–Homel en Moskou-Kiev.
De bewoners van Semenivka droegen actief bij tot de revolutie in 1905 tot 1907.
In 1932 werd Semenivka onderdeel uit van Oblast Tsjernihiv  van de Sovjet-Unie. Na de val van de Sovjet-Unie maakt Semenivka deel uit van Oekraïne. Er wordt zowel de Russische als de Oekraïense taal gesproken.

## Bezienswaardigheden

### Kerk van de heilige moeder van Kazan.
Grote kerk gebouwd in de periode voor de Tweede Wereldoorlog.  Het is een Russisch-orthodoxe kerk.

Kerk van de heilige moeder van Kazan

### Toerisme
Er is vrijwel geen toerisme aanwezig. Er is één hotel in de omgeving en deze heeft maar enkele kamers tot beschikking. De meeste bezoekers komen voor hun familie en verblijven bij hun thuis.

### Opleiding
Er is een kleuterschool en een middelbare school aanwezig. De dichtstbijzijnde universiteit is in Tsjernihiv.

### Museum van Semenivka
Het museum heeft vooral voorwerpen tentoongesteld uit de periode van de landbouw, oude documenten en ontwerpen van de klein handelaars.

### Gemeentehuis

Museum van Semenivka

In het gemeentehuis worden huwelijksfeesten georganiseerd en het is een oud gebouw met veel geschiedenis.

### Markt
Wekelijks wordt er een markt gehouden. Hier komen de bewoners van de omliggende dorpen hun fruit, groenten en andere etenswaren verkopen. Er worden ook andere goederen verkocht zoals kleding, juwelen en meubels.
Voor velen is dit de enige bron van inkomen.

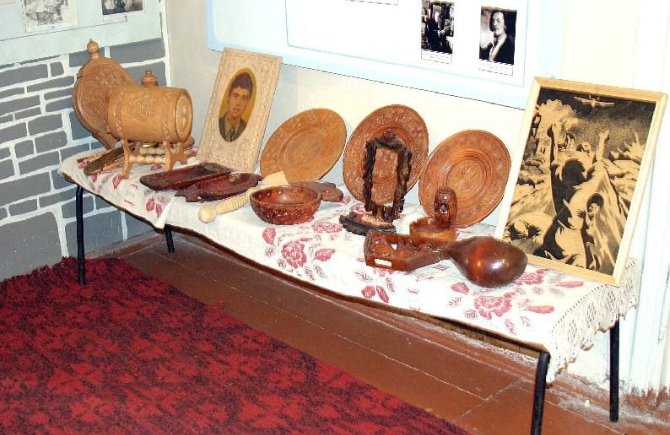
Museum van Semenivka